# Nicolas Roger de Beaufort

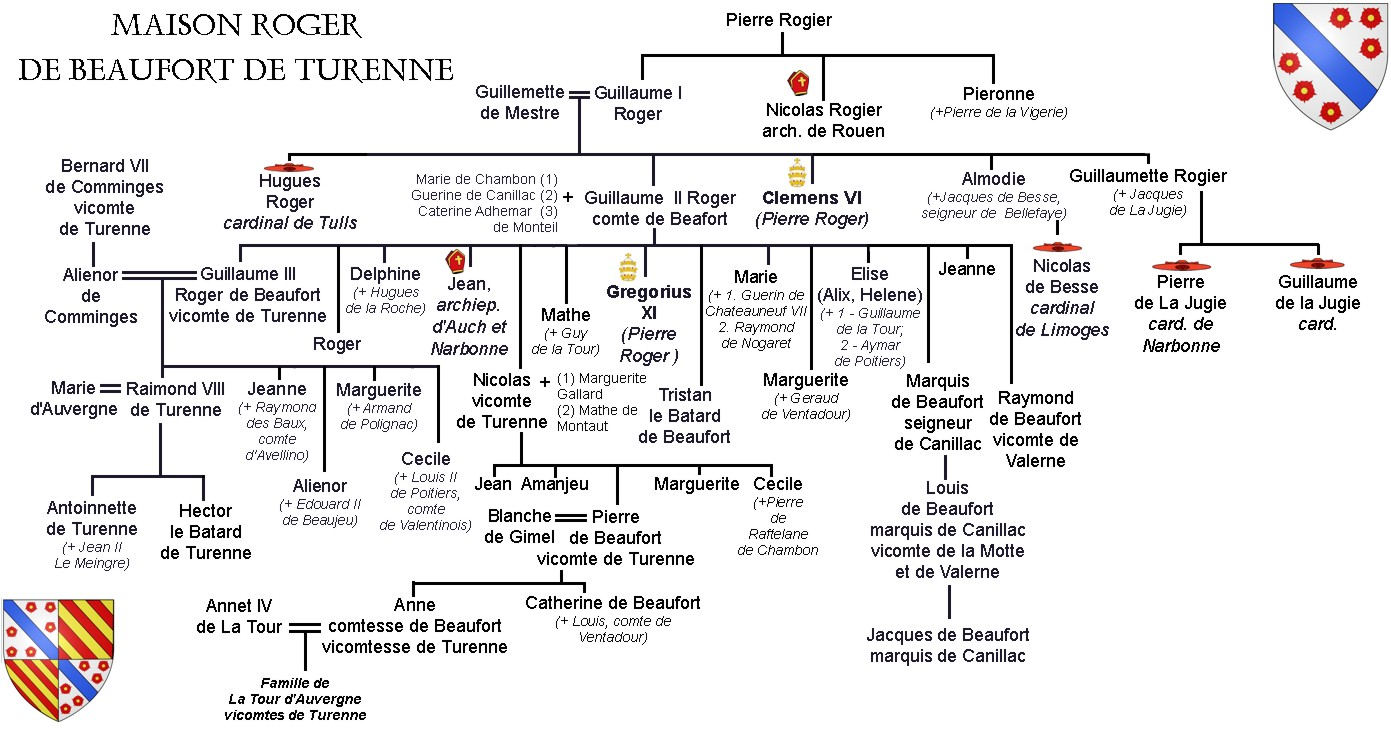

Nicolas Roger de Beaufort (* 1340; † 1415), Comte de Beaufort, Vicomte de La Mothe, Seigneur de Saint-Exupéry, Ligny, Savennes, Chambon, Rosiers, ist der Sohn von Guillaume II. Roger, Comte de Beaufort, Seigneur de Rosiers, und Marie de Chambon, der Bruder von Guillaume III. Roger de Beaufort und Papst Gregor XI. Er war Vizegraf von Turenne.

## Leben

### Ehen
Anfangs war er für die kirchliche Laufbahn bestimmt, verließ sie dann aber nach der Schlacht von Poitiers (1356), in der sein Vater gefangen genommen wurde. Er heiratete um 1370 Marguerite de Galard, Dame de Limeuil, Miramont, Clarens et Caumont, Tochter von Jean de Galard, Seigneur de Limeuil, und Philippine de Toulouse-Lautrec. Nach dem Tod seiner Frau heiratete er am 5. Februar 1396 Mathe de Montaut, Tochter von Raymond de Montaut, Seigneur de Mussidan et de Blaye, und Marguerite d’Albret.

### Feldzug in Italien
1371, als die Herren von Mailand, Bernabò Visconti und Galeazzo II. Visconti, die im Krieg gegen das Haus Este waren, den Besitz der Kirche bedrohten, bildete sich eine päpstliche Liga auf Initiative von Otto von Braunschweig gegen die Familie Visconti. Sie wurde der Kontrolle von Nicolas Roger de Beaufort und Raimond de Turenne unterstellt. Am 12. Oktober 1372 schickte Gregor XI., Hugues de la Roche, seinen Majordomus, in Begleitung von Giovanni Fieschi, Bischof von Vercelli, Guillaume Lodart, Bischof von Lucca, Béranger, Abt von Lézat, und Johann von Siena, Ratgeber der Apostolischen Kammer, zu seinem Neffen Raimond de Turenne und seinem Bruder Nicolas, die in der Lombardei kämpften.
Die Liga hatte als wichtigste Heerführer Nicola Spinelli und John Hawkwood. Die Koalition des Papstes umfasste die Fürsten von Montferrat, d’Este und Carrara, das Königreich Neapel und das Haus Savoyen.
Aber in diesem Krieg hatte der Grüne Graf (Amadeus VI. von Savoyen) eher die Lehen der Königin Johanna im Piemont als die päpstlichen Pläne im Auge. Um deren Konfiszierungen zu beenden, beauftragte der Papst am 7. Januar 1373 seinen Bruder Nicolas, die Rückgabe zu verlangen, und die Königin Johanna mandatierte am Folgetag Nicola Spinelli, den sie zum Seneschall von Piemont ernannte, Borgo San Dalmazzo und Cuneo zurückzugewinnen. Dies geschah am 14. Februar 1373.
Am 8. Mai 1373 überraschten John Hawkwood und seine Kompanie die Visconti-Truppen in Montichiari, die auf der Holzbrücke über den Chiese ohne Ordnung vorrückten. Zu den Engländern waren Enguerrand de Coucy, Niccolò II. d’Este, Otto von Braunschweig, Raimond de Turenne, Louis de Valentinois und Nicolas Roger de Beaufort gestoßen. Die 600 Päpstlichen vernichteten die Mailänder Truppen, rund 1000 bewaffnete Männer, 300 Bogenschützen und zahlreiche Fußtruppen, auf der Brücke und an den Ufern des Chiese.

### Konflikt mit Gantonnet d’Abzac
Nicolas scheint das „rote Tuch“ für Gantonnet d’Abzac gewesen zu sein, dem anderen päpstlichen Hauptmann in Italien. Ihr erster Interessenkonflikt geht auf 1376 zurück. In seinem Testament erklärt Gantonnet: „In Avignon, im Hôtel von Raimond de Pradelle, dem verstorbenen Erzbischof von Nikosia, meinem Onkel, gab es eine gewissen Menge an Gegenständen und Geld, das die Sacquos aus Alexandria mitgebracht hatten, das sie erobert hatten, und das jetzt wieder den Sarazenen gehört, und woher, als es von den Christen genommen war, man eine Menge Gegenstände weggenommen hatte. Die Leute des Papstes Gregor kamen in besagtes Hôtel und nahmen eine Menge an Gegenständen mit, als der besagte Papst Gregor nach Rom ging, Nicolas de Beaufort, Ritter, damals Herr von Limeuil und jetzt von Miramont, brauchte Silber und Gold und der Schatzmeister des Papstes hatte von mir 1000 Florin zur Aufbewahrung, die er mit meinem Einverständnis Herrn Nicolas gab, das besagter Herr Nicolas mir bei der ersten Aufforderung zurückzugeben versprach. Ich erhielt nur 100 Franken, und als die Zeit vergangen war, und ich die besagten 1.000 Gulden von Nicolas nicht haben konnte, habe ich den Schatzmeister von Papst Clemens in dessen Gegenwart und der von Nicolas danach gefragt, der Schatzmeister sagte, dass er sie an Nicolas gegeben habe, was letzterer bestätigte. Nicolas de Beaufort schickte mich zu einem Ort namens Borrel, Diözese Toulouse, um diesen von seinen Männern besetzten Ort wieder einzunehmen und ihn zu behalten, und er versprach, mich für alles zu entschädigen, was ich dafür ausgeben werde, um diesen Ort zu halten. Dann ging ich nach Borrel und gab für den Ort, für die Instandsetzung der Mauern, für Lebensmittel der Opfer der dort lebenden Soldaten und der Wache, 400 Goldfranken und mehr, von denen ich keine Rückerstattung erhielt. Als ich gehen wollte, gab mir der besagte Nicolas 300 Franken, die ich den Soldaten gegeben habe.“.

### Bedingungen der Erbschaft
Am 9. August 1390 gewährte Guilaume III., Vicomte de Turenne, Erbe des verstorbenen Guillaume II. Roger, seines Vaters, seinem Bruder Nicolas, dem Herrn von Herment, die Burgen und Burgherrschaften Chambon und Rosiers unter de Bedingung, dass er sie nicht Jean de Limeuil vermache, seinem Sohn, der auf die englische Seite gewechselt war. Nicolas starb 1415.